# 2000 SG344
2000 SG344 eller 2000 SG344 är ett objekt i omloppsbana runt solen. Det upptäcktes 29 september 2000 av de båda amerikanska astronomerna D. J. Tholen och R. J. Whiteley vid Mauna Kea.
Omloppsbanan är olik någon asteroid varför man tror att det snarare rör sig om något som människan lämnat kvar i rymden. Senast 2000 SG344 var nära jorden före upptäckten var år 1971 då ett flertal raketer skickades upp i Apolloprogrammet. Man tror att det kan röra sig om Saturn Vs tredje raketsteg S-IVB. De flesta av dessa raketsteg krockade med månen men Apollo 8 till 12 gick in i omloppsbana.

## Risk för kollision med jorden
Inledningsvis bedömde man att det fanns en risk på 1 på 500 att 2000 SG344 skulle kollidera med jorden år 2030. Med fler observationer är man nu säker på att risken för att det kommer att bli en kollision då är obefintlig, men det finns fortfarande en risk på 1 på 3700 att det blir en kollision år 2070. Ett raketsteg är dock alldeles för litet för att orsaka någon skada vid en kollision.
Nära möten med jorden är mycket vanligt förekommande under 2000-talet.